# Zalfen
Zalfen (ook: Salphen) is een gehucht in de Antwerpse gemeente Malle, gelegen ten zuiden van de kom van Oostmalle.
Zalfen werd voor het eerst vermeld in 1278 als Zalhuffle. Het tiendrecht was toen in handen van het Onze-Lieve-Vrouwekapittel te Antwerpen. Het woord huffel heeft beduidt: modderige weide wat, gezien de lage ligging van het gebied, aannemelijk is.
Zalfen is een landbouwgehucht, tegenwoordig gelegen in het gebied 's Herenbos, Heihuizen en Zalfen en bestaande uit enkele boerderijen.
Van belang in dit gehucht is de Sint-Antoniuskapel van 1625.